# 아이스브레이커 (2016년 영화)
《아이스브레이커》(Ледокол, Ledokol, The Icebreaker)는 러시아 연방에서 제작된 니콜라이 콤메리키 감독의 2016년 액션, 드라마 영화이다. 피요트르 피오도로프 등이 주연으로 출연하였다. 이 영화는 2016년 10월 20일 러시아에서 초연되었다.

## 출연

### 주연
- 피요트르 피오도로프
- 안나 미할코프
- 알렉산드르 야트센코

### 조연
- 비소 카티예브
- 이고르 크리프노프